# Autobusové nádraží

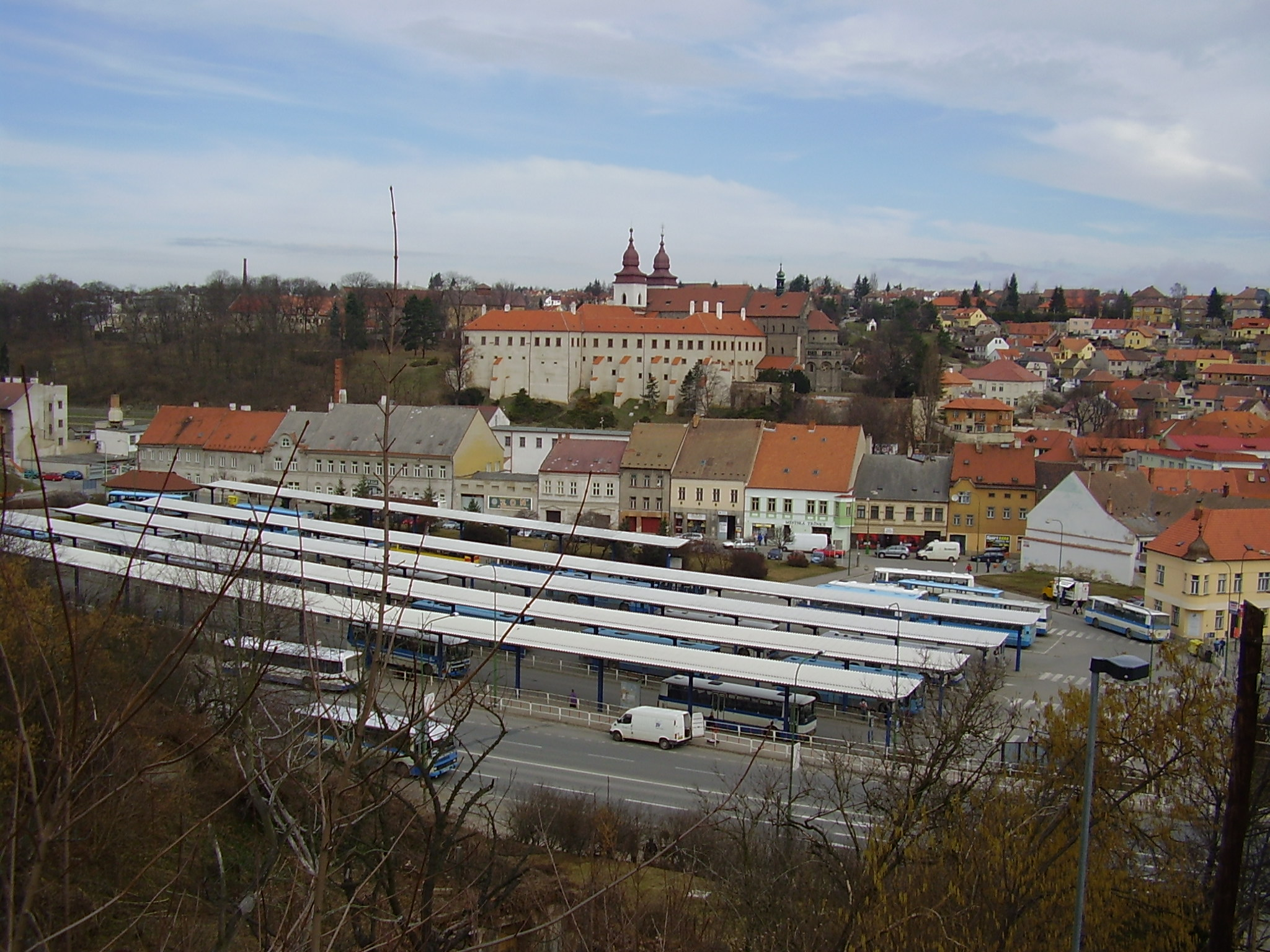
Autobusové nádraží v Třebíči

Autobusové nádraží (v jízdních řádech aut.nádr.) je účelová komunikace s větším počtem autobusových stání (zastávek) a odbavovací budovou.
Není-li terminál vybaven odbavovací (výpravní) budovou s určitou mírou vybavení pro cestující i pracovníky dopravců nebo je-li umístěno na silnici nebo místní komunikaci, nazývá se takový dopravní uzel v České nebo Slovenské republice autobusové stanoviště (v jízdních řádech obvykle „aut.st.“). V jiných státech obdobné rozlišení není obvyklé, na Slovensku mají obě formy („stanica“ i „stanovište“) shodnou zkratku. U některých novějších autobusových stanovišť, zejména jsou-li integrována s železniční stanicí či stanicí metra, se spíše užívá označení „terminál“.

## Stavební a dopravní uspořádání
Dopravní plocha autobusového nádraží je obvykle oddělena od průjezdních komunikací a opatřena samostatným vjezdem, který může i nemusí být společný s výjezdem.

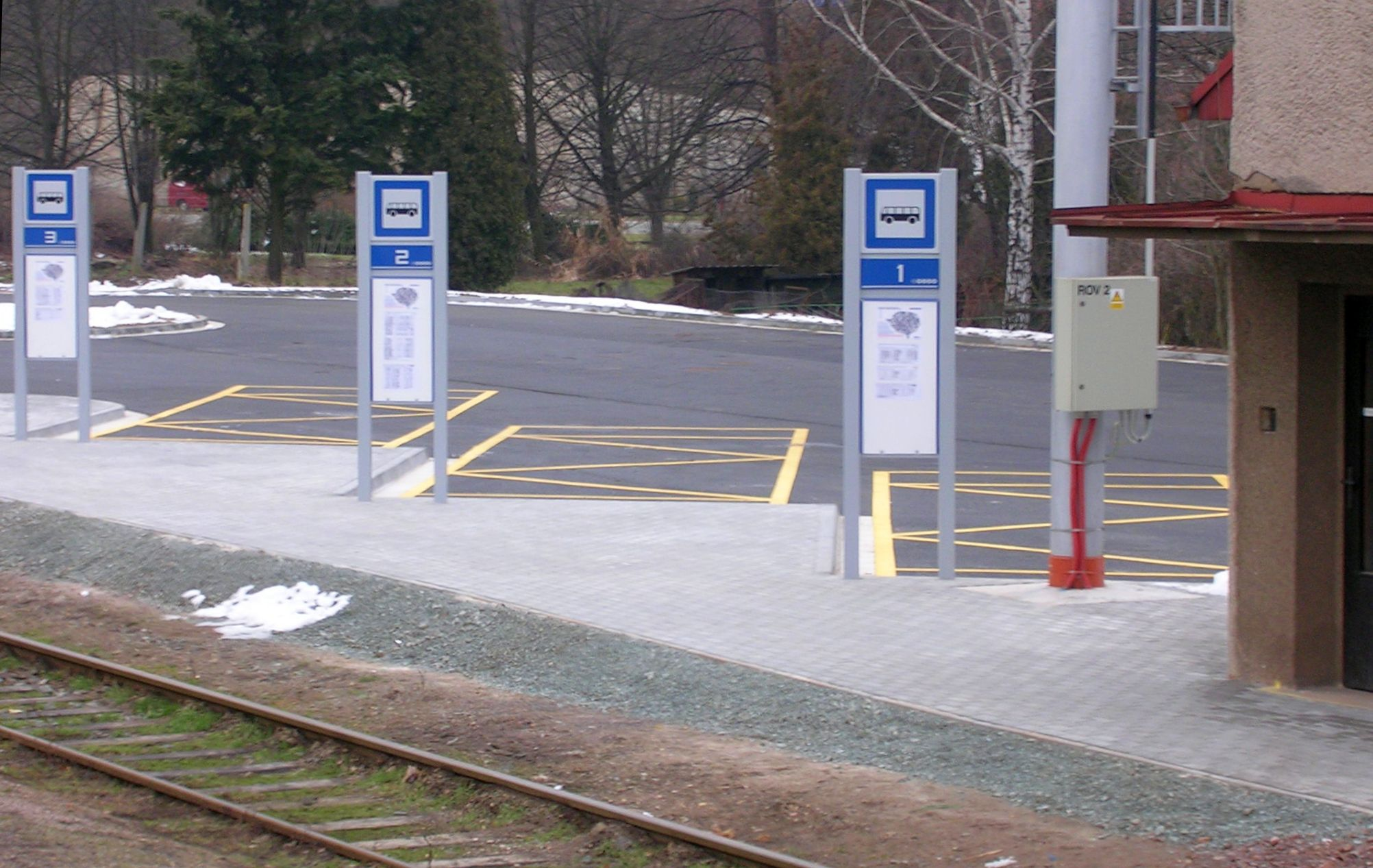
Autobusové stanoviště v Častolovicích se šikmým stáním

Poblíž vjezdu obvykle bývá výstupní stání (zastávka), jehož délka bývá větší než u nástupních stání. Nástupní stání bývají umístěna v řadě za sebou jednak na obvodu dopravní plochy, a zpravidla ještě na jednom či několika dlouhých souběžných nástupních ostrůvcích uvnitř plochy. Jednotlivé zastávky (stání) jsou za sebou umístěny buď v těsném řazení (tedy ve vzdálenosti délky autobusu) nebo v polotěsném řazení (v takové vzdálenosti, aby autobus mohl bez couvání vyjet ze zastávky i tehdy, je-li následující zastávka také obsazena). Jednotlivé nástupní ostrůvky mohou být propojeny pomocí přechodů pro chodce, nadchodu nebo podchodu. Zábradlí by měla usměrňovat pohyb osob po dopravní ploše a chránit čekající na nástupních ostrůvcích.
Některá starší autobusová nádraží nebo autobusová stanoviště nemají na jednotlivých stáních zvýšená nástupiště, ale jsou určena pro nástup z úrovně vozovky.
Na některých autobusových nádražích ve stísněných poměrech je dopravní plocha ohraničená pravoúhle zubovitým okrajem chodníku, přičemž autobus dojede k nástupnímu stání šikmo, čelem k levé straně zubu tak, že přední dveře autobusu jsou umístěny nad pravou stranou zubu tvořeného zalomením chodníkové hrany. Při odjezdu tedy musí autobus couvat.
Do osmdesátých let dvacátého století bývala česká autobusová nádraží budována zpravidla odděleně od terminálů městské hromadné dopravy i od železničních stanic, třebaže pokud možno v jejich blízkosti. Nyní se někde opět prosazuje tendence zřizovat společné odbavovací budovy a terminály co nejvíce integrovat tak, aby pěší přestup byl co nejjednodušší a služby poskytovány co nejefektivněji.

## Vybavení

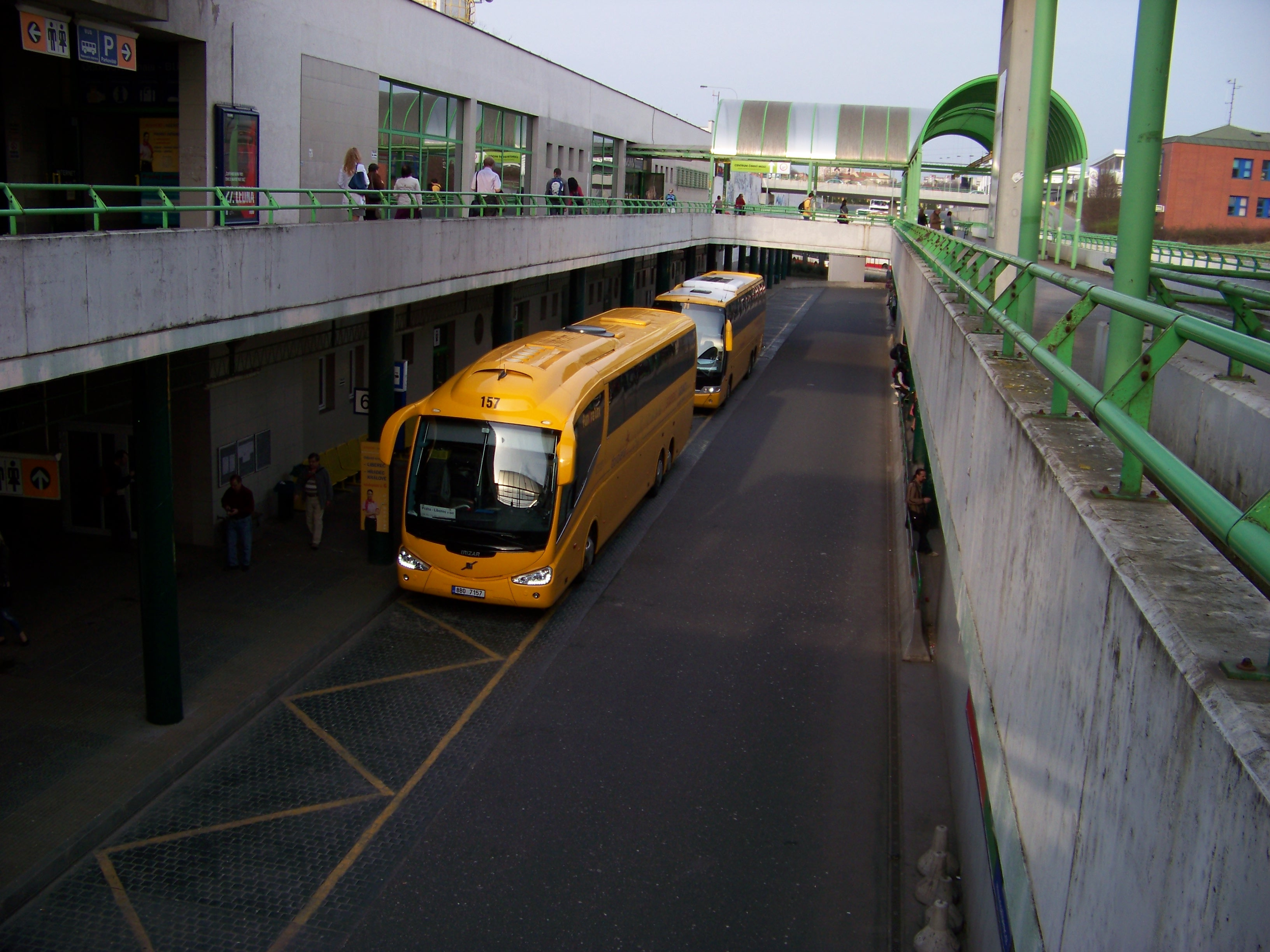
Nástupiště na autobusovém terminálu Praha, Černý Most

V prostoru autobusového nádraží, zpravidla ve výpravní budově, mají být umístěny čekárna, záchody, občerstvovací zařízení, odpočinkové a střídací místnosti pro řidiče, místnosti a vybavení pro dispečery.
Na jednotlivých stáních musí být umístěny označníky zastávek (zastávkové sloupky), jejichž součástí (nebo vybavením) je dopravní značka „Zastávka“. Každé stání musí být vybaveno též zastávkovými jízdními řády příslušných linek. K orientaci cestujících bývají stání označena výraznými rozlišujícími čísly. V dobře vybavených autobusových nádražích bývá na zastávkovém sloupku nebo poblíž něj vyznačen přehled linek a směrů odjíždějících z příslušného stání. Teoreticky podle právních předpisů by mělo být každé stání označeno i názvem zastávky. Dříve podle technických předpisů postačilo označení názvu na velké tabuli poblíž výstupního stání nebo například na odbavovací budově tak, aby bylo viditelné z prostoru celého nádraží.
Autobusové nádraží by mělo být v ideálním případě též vybaveno například:
- grafickým schématem nádraží s vyznačenými čísly jednotlivých stání a se zakresleným vybavením nádraží, přestupními vazbami na jiné druhy dopravy, případně i plánem města nebo okolí nádraží
- přehledem odjezdů, případně i příjezdů spojů, včetně údajů o čísle odjezdového stanoviště; v lépe vybavených autobusových nádražích bývá umístěna i elektronická informační tabule s aktuálními údaji o nejbližších spojích
- abecedním přehledem cílových stanic nebo obcí s údaji o čísle linky a odjezdovém stání,
- případně přehledem významných dopravních směrů s přehledem odjezdů u každého z nich

Jako autobusová stanoviště (tedy nikoliv autobusová nádraží) se označují jak autobusové terminály, kterým základní vybavení (zejména vlastní odbavovací budova) chybí, tak přestupní terminály, v nichž odbavovací hala a další zázemí jsou součástí železniční stanice nebo stanice metra.

## Technické požadavky
Technické požadavky na česká a slovenská autobusová nádraží upravovala od 1. listopadu 1991 ČSN 73 6075 Navrhovanie autobusových staníc (Navrhování autobusových nádraží). Nahradila oborovou normu ON 73 6075 z 31. října 1977. Byly normalizovány všeobecné požadavky, požadavky na dopravní plochy, výpravní budovy, na vybavení autobusových nádraží městské hromadné dopravy, na servisní a technická zařízení, předstaniční prostory, ukazatele apod. 
V souvislosti s revizí ČSN 73 6425 Autobusové, tramvajové a trolejbusové zastávky byla zrušena ČSN 73 6075, také proto, že podle některých názorů byla stávající autobusová nádraží v menších městech většinou rozlohou předimenzovaná, což prodlužovalo přístupové, odchozí a přestupní pěší vzdálenosti. Nově problematiku řeší komplexně v návaznosti na ostatní druhy dopravy ČSN 73 6425-2 Autobusové, trolejbusové a tramvajové zastávky, přestupní uzly a stanoviště - Část 2: Přestupní uzly a stanoviště, vydaná v roce 2009.

## Autobusová nádraží v zahraničí
Turecká autobusová nádraží, sloužící autobusům i dolmušům, bývají velmi dobře vybavená a připomínají často spíše naše letiště. Vzhledem ke konkurenci dopravců však neexistují žádné souhrnné informace o odjezdech nebo jízdních řádech.